# Pulitzer-Preis/Kritik
Der Pulitzer-Preis für Kritik (Criticism) wird an Zeitungsreporter vergeben, die qualitativ herausragende Kritiken verfasst haben. Bis auf eine Ausnahme im Jahr 1992 wird er seit 1970 jährlich vergeben.

## Preisträger

### 2020–2029

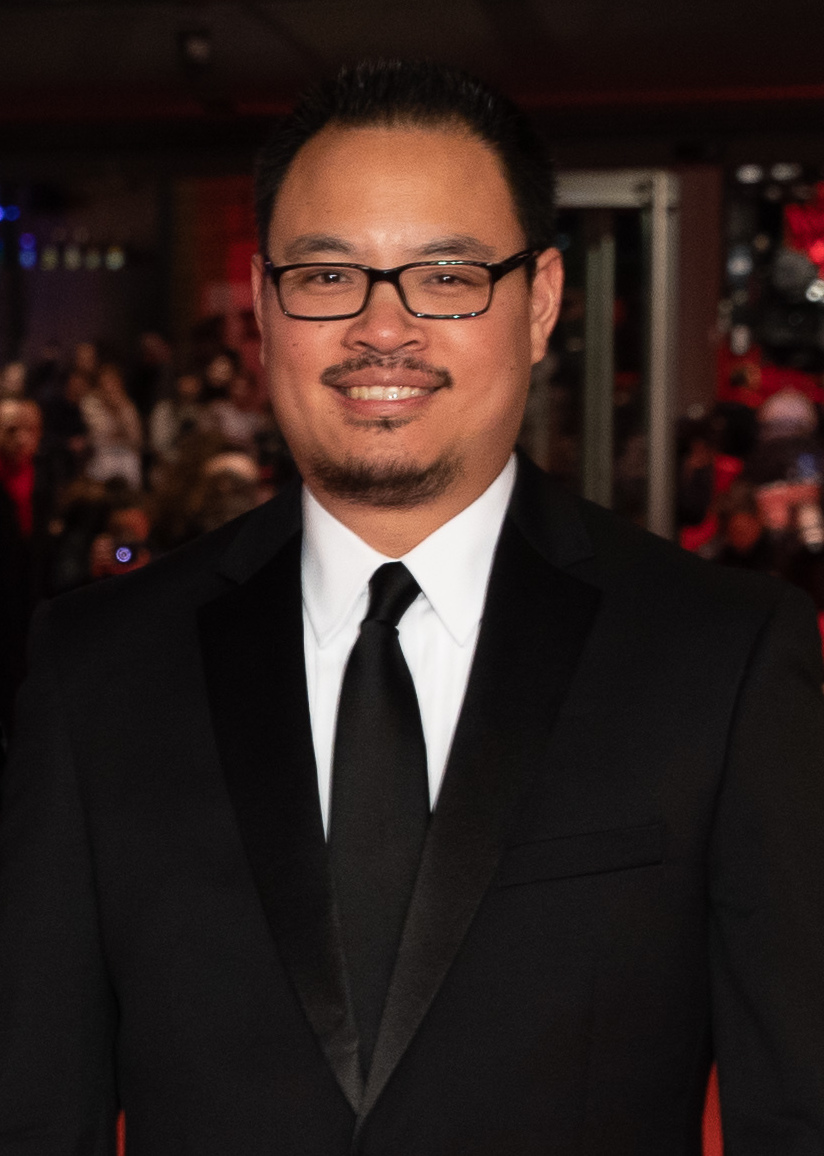
Justin Chang (2019)

- 2024: Justin Chang, Los Angeles Times, für Filmkritiken
- 2023: Andrea Long Chu, New York magazine, für „Buchbesprechungen, die sowohl Autoren als auch ihre Werke unter die Lupe nehmen und dabei mehrere kulturelle Linsen verwenden, um einige der angespanntesten Themen der Gesellschaft zu untersuchen.“
- 2022: Salamishah Tillet, The New York Times, für „gelehrtes und stilvolles Schreiben über Schwarze Geschichten in Kunst und Populärkultur – Arbeit, die erfolgreich eine Brücke zwischen akademischem und nicht-akademischem kritischen Diskurs schlägt.“

- 2021: Wesley Morris, The New York Times
- 2020: Christopher Knight, Los Angeles Times, verliehen für seine Kritik an der Umgestaltung des LA County Museum of Art.

### 2010–2019

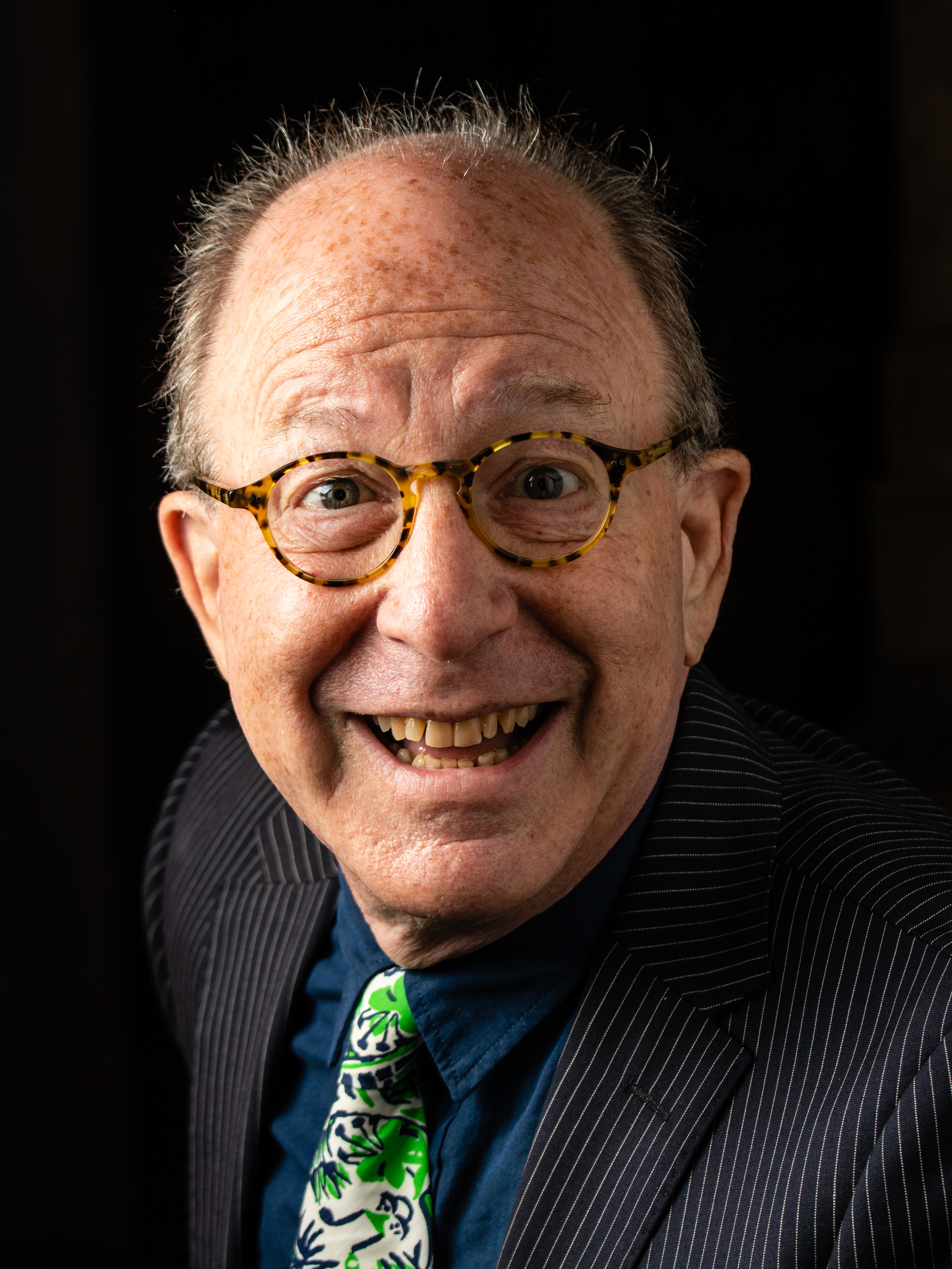
Jerry Saltz (2018)

- 2019: Carlos Lozada, The Washington Post, für seine pointierten und forschenden Kritiken und Essays, die Emotion und Analyse kombinieren.
- 2018: Jerry Saltz, New York Magazine, für sein breites Œuvre, das eine kluge und herausfordernde Perspektive auf die visuellen Künste in den USA vermittelt und sowohl das persönliche und politische umfasst.
- 2017: Hilton Als, The New Yorker, für kühne und originelle Kritiken, die das Drama des Theaters von der Bühne in den Alltag platzieren, insbesondere bezüglich der Veränderungen bei den Themen Gender, 'Race' und Sexualität.
- 2016: Emily Nussbaum, The New Yorker, für ihre Fernseh-Kritiken, deren Zärtlichkeit niemals die Klugheit ihrer Analysen abstumpft.
- 2015: Mary McNamara, Los Angeles Times, für ihre versierten Kritiken, die Klugheit, Humor und Insiderwissen nutzen, um sowohl die subtilen als auch seismischen Änderungen in der Kulturlandschaft das Fernsehen prägen.
- 2014: Inga Saffron, The Philadelphia Inquirer, für ihre Architektur-Kritiken.
- 2013: Philip Kennicott, The Washington Post, für seine eloquenten und leidenschaftlichen Essays zur Kunst und die sozialen Kräfte, denen sie unterliegt.
- 2012: Wesley Morris, The Boston Globe, für seine schlauen, erfinderischen Film-Kritiken.
- 2011: Sebastian Smee, The Boston Globe, für seine lebendige und überschäumende Schriften zur Kunst.
- 2010: Sarah Kaufman, The Washington Post, für ihre erfrischend einfallsreichen Ansätze zur Tanz-Kritik.

### 2000–2009

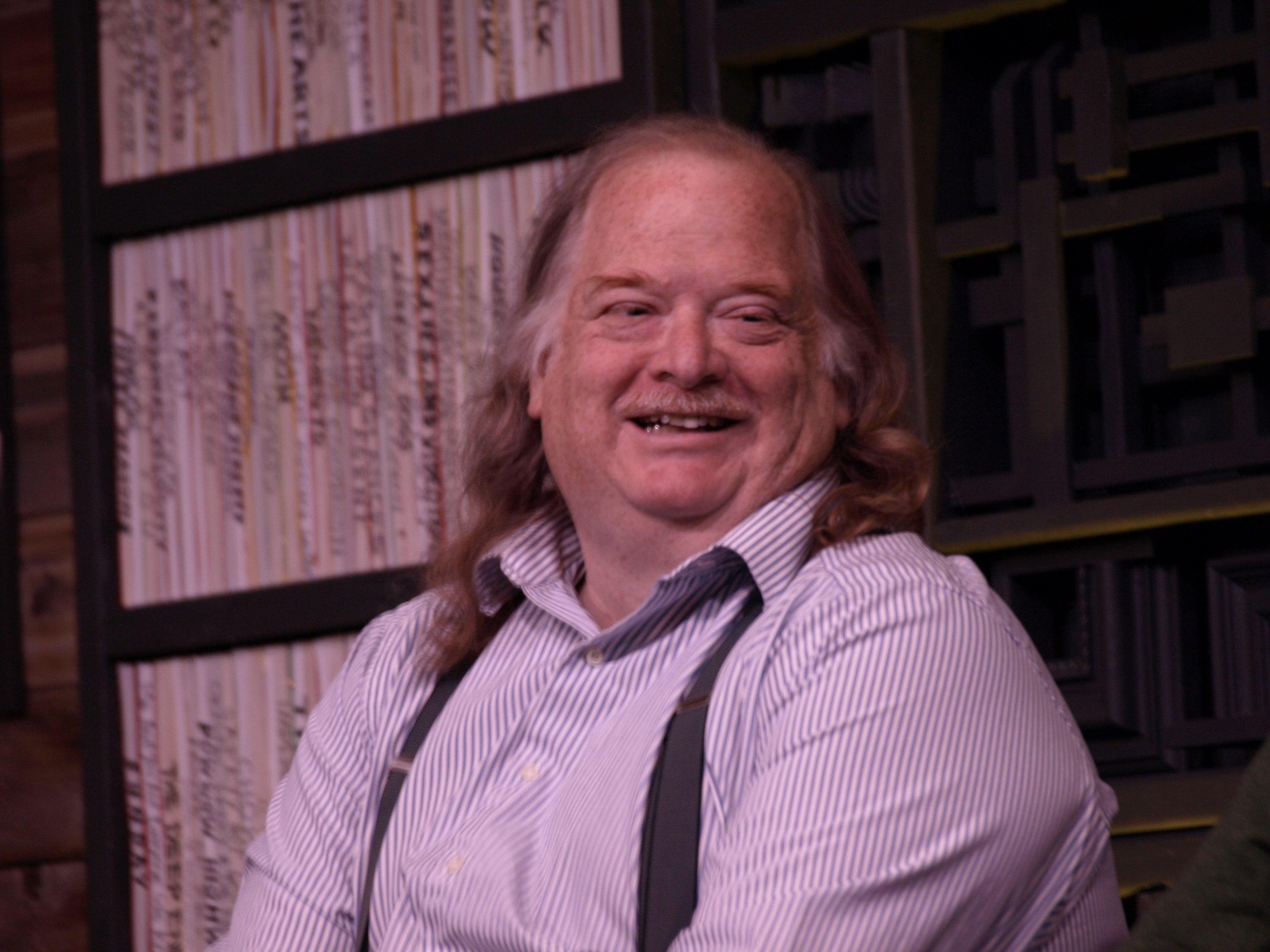
Jonathan Gold (2015)

- 2009: Holland Cotter, New York Times, für seine umfangreichen Kritiken zur Kunst, über Manhattan nach China, die gekennzeichnet ist durch akute Beobachtungen, erhellende Prosa und dramatisches Storytelling.
- 2008: Mark Feeney, The Boston Globe, für seine durchdringende und versatile Beherrschung der Bildenden Kunst, vom Film über Fotografie zur Malerei.
- 2007: Jonathan Gold, LA Weekly, für seine eifrigen, umfangreichen Restaurant-Kritiken, die die Vergnügen eines gelehrten Essers ausdrücken.
- 2006: Robin Givhan, The Washington Post, für ihre witzigen und genau beobachteten Essays, welche die Mode-Kritik in eine allgemeinere Kulturkritik verwandeln.
- 2005: Joe Morgenstern, The Wall Street Journal, für seine Kritiken, die die Stärken und Schwächen des Medium Films erläutern und mit raren Einsichten, Kompetenz und Esprit vermischen.
- 2004: Dan Neil, Los Angeles Times, für seine einzigartigen Automobil-Kritiken, die technische Expertise mit unkonventionellem Humor und scharfsinnigen kulturellen Beobachtungen vermischt.
- 2003: Stephen Hunter, The Washington Post, für seine maßgebende Film-Kritiken.
- 2002: Justin Davidson, Newsday, für seine scharfe und essentielle Berichterstattung zur klassischen Musik.
- 2001: Gail Caldwell, The Boston Globe, für ihre aufschlussreichen Beobachtungen zu Alltagsleben und Gegenwartsliteratur.
- 2000: Henry Allen, The Washington Post, für seine frischen und maßgebenden Schriften zur Fotografie.

### 1990–1999

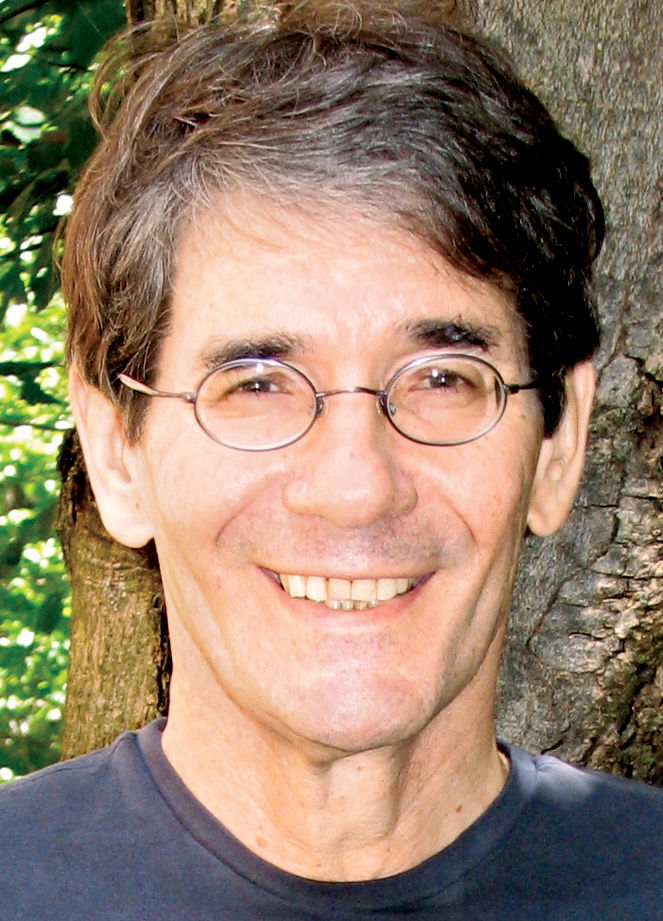
Michael Dirda (2009)

- 1999: Blair Kamin, Chicago Tribune, für ihre luzide Berichterstattung zur Stadtarchitektur, insbesondere ihre einflussreiche Serie zu der Entwicklung der Chicagoer Seeufer.
- 1998: Michiko Kakutani, New York Times, für ihre leidenschaftlichen und geistreichen Schriften zu Büchern und Gegenwartsliteratur.
- 1997: Tim Page (music critic), Washington Post, für seine hellsichtigen Musik-Kritiken.
- 1996: Robert Campbell, Boston Globe, für seine sachkundigen Schriften zur Architektur.
- 1995: Margo Jefferson, New York Times, für seine Buch-Kritiken und weitere Kulturkritiken.
- 1994: Lloyd Schwartz, Boston Phoenix, für seine gekonnten und nachhallenden Klassikmusik-Kritiken.
- 1993: Michael Dirda, Washington Post, für seine Buch-Kritiken.
- 1992: nicht vergeben
- 1991: David Shaw, Los Angeles Times, für seine Medienkritik zu den Missbrauchsvorwürfen an der McMartin-Vorschule.
- 1990: Allan Temko, San Francisco Chronicle, für seine Architektur-Kritiken.

### 1980–1989
- 1989: Michael Skube, The News & Observer (Raleigh, North Carolina), für seine Schriften zu Büchern und weitere literarische Themen.
- 1988: Tom Shales, Washington Post, für seine Fernseh-Kritiken.
- 1987: Richard Eder, Los Angeles Times, für seine Buch-Kritiken.
- 1986: Donal Henehan, New York Times, für seine Musik-Kritiken.
- 1985: Howard Rosenberg, Los Angeles Times, für seine Fernseh-Kritiken.
- 1984: Paul Goldberger, New York Times, für seine Architektur-Kritiken.
- 1983: Manuela Hoelterhoff, Wall Street Journal, für ihre vielseitigen Kritiken über Kunst und weitere Themen.
- 1982: Martin Bernheimer, Los Angeles Times, für seine Klassikmusik-Kritiken.
- 1981: Jonathan Yardley, Washington Star, für seine Buch-Kritiken.
- 1980: William A. Henry III, Boston Globe, für seine Fernseh-Kritiken.

### 1970–1979
- 1979: Paul Gapp, Chicago Tribune

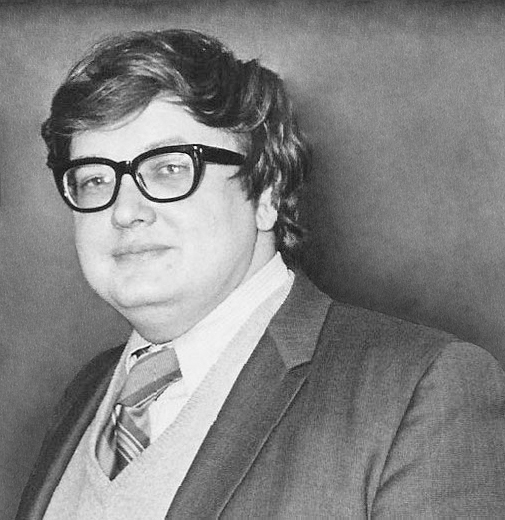
Roger Ebert (1970)

- 1978: Walter Kerr, New York Times, für seine Theater-Kritiken im Jahre 1977 und während seiner gesamten Karriere.
- 1977: William McPherson, Washington Post, für seine Beiträge zu 'Book World', der Literatursparte der Washington Post.
- 1976: Alan M. Kriegsman, Washington Post, für seine Kritiken zum Tanz im Jahre 1975.[1]
- 1975: Roger Ebert, Chicago Sun-Times, für seine Film-Kritiken im Jahre 1974.
- 1974: Emily Genauer, Newsday, für ihre Kritiken über Kunst und Künstler.
- 1973: Ronald Powers, Chicago Sun-Times, für seine Fernseh-Kritiken im Jahre 1972.[2]
- 1972: Frank Peters Jr., St. Louis Post-Dispatch, für seine Musik-Kritiken im Jahre 1971.
- 1971: Harold C. Schonberg, New York Times, für seine Musik-Kritiken im Jahre 1970.
- 1970: Ada Louise Huxtable, New York Times, für ihre herausragenden Kritiken im Jahre 1969.